# Joe Giardullo
Joe Giardullo (* 24. Juli 1948 in Brooklyn) ist ein amerikanischer Jazz- und Improvisationsmusiker (vor allem Sopransaxophon) und Komponist.

## Leben und Wirken
Giardullo wuchs an der Südküste von Long Island, New York, mit R&B-Musik auf. Zunächst spielte er  Tenorsaxophon in Clubs und regionalen Bands; in den 1960er Jahren zog er in die Gegend von Woodstock, wo er Gene Dinwiddie und Howard Johnson kennenlernte und als Musiker tätig war.
Bereits seit 1967 beschäftigte Giardullo sich sieben Jahre lang mit indischer Musik und deren Mikrotonalität, dann mit der von George Russell entwickelten lydisch-chromatischen Theorie der tonalen Organisation. Seit 1976 begann er zu komponieren. Das Jahr 1977 verbrachte er in Amsterdam, wo er mit Burton Greene, Han Bennink, Charles Tyler und Phillip Wilson in Berührung kam. Zurück in Woodstock führte ein zufälliges Zusammentreffen mit Paul Bley zu einer Aufnahme seiner Kompositionen. Dieses erste Album von ihm, Gravity – Music for Creative Chamber Group, erschien 1979; es führte zwar zu einem Stipendium bei Nadia Boulanger (das er nicht antreten konnte), aber nicht zum wirtschaftlichen Durchbruch. Durch Anthony Braxton, dessen Music for Four Orchestras er vorbereiten half, lernte er das Werk von Karlheinz Stockhausen und Luciano Berio kennen.
Zehn Jahre lang trat Giardullo (der eine junge Familie hatte) nicht mehr öffentlich auf. 1991 lernte er jedoch Joe McPhee kennen, mit dem es zu einer intensiven Zusammenarbeit und erneuten Auftritten in den USA, Kanada und Europa kam. Die beiden nahmen mehrere Alben zusammen auf, darunter das Duo-Album Specific Gravity. Seit 1995 hat Giardullo auch an Aufführungen von Musik der Komponistin Pauline Oliveros in der Deep Listening Band teilgenommen, und Oliveros' Deep-Listening-Stiftung hat ihn mit Kompositionen beauftragt. Seit 1999 hat Giardullo für verschiedene Labels aufgenommen. Er arbeitete weiterhin mit Bill Dixon, Warren Smith, Borah Bergman, Marilyn Crispell, Susan Alcorn, Thomas Buckner, Steve Lacy, Milford Graves, Carlos Zingaro, Carlos Santos, Vitor Joaquim, Roy Campbell, Jackson Krall, Ken Filiano oder Andrea Centazzo, mit dem er im Duo The Way 2009 ein Album einspielte. Auch entwickelte er Mundstücke für Sopransaxophone.

## Diskographische Hinweise
- Gravity – Music for Creative Chamber Group 1979
- Joe McPhee's Bluette: In the Spirit (CIMP 1999)
- Joe McPhee – Joe Giardullo – Michael Bisio – Dominic Duval: No Greater Love (CIMP 2000)
- Mike Bisio & Joe Giardullo Primal Intentions (Cadence Jazz Records 2001)
- Joe Giardullo, Joe McPhee, Mike Bisio, Tani Tabbal Shadow & Light (Drimala 2002)
- Joe Giardullo 4tet Now Is (Drimala 2003, mit Tani Tabbal, Mike Bisio, Joe McPhee)
- Weather (Not Two Records 2004)
- Joe Giardullo Open Ensemble: Red Morocco (RogueArt 2007)